# Tourouvre
Tourouvre là một xã thuộc tỉnh Orne trong vùng Normandie tây bắc nước Pháp. Xã này nằm ở khu vực có độ cao trung bình 236 mét trên mực nước biển.